# Сусак
Сусак је острво у Јадранском мору, на хрватском делу Јадрана, у острвној групи Црес-Лошињ. Острво је геолошки различит од осталих јадранских острва, јер је формиран од песка положеног на стени.
На острву постоје два насеља, Доње Село или Спјажа, и старије, Горње Село. Удаљеност између тих села је око сто метара, а улица која их повезује је заправо криво камено степениште које иде кроз трстику.
Горње Село је мало удаљеније од мора, а Доње Село, односно Спјажа, како сам назив предлаже, је приобално.